# Phimophis guianensis
Phimophis guianensis là một loài rắn trong họ Rắn nước. Loài này được Troschel mô tả khoa học đầu tiên năm 1848.